# Рустенфелде
Рустенфелде (њем. Rustenfelde) општина је у њемачкој савезној држави Тирингија. Једно је од 89 општинских средишта округа Ајхсфелд. Према процјени из 2010. у општини је живјело 510 становника. Посједује регионалну шифру (AGS) 16061082.

## Географски и демографски подаци
Рустенфелде се налази у савезној држави Тирингија у округу Ајхсфелд. Општина се налази на надморској висини од 240 метара. Површина општине износи 6,1 km². У самом мјесту је, према процјени из 2010. године, живјело 510 становника. Просјечна густина становништва износи 83 становника/km².